# Tomasz Zahorski
Tomasz Zahorski, né le 22 novembre 1984 à Barczewo, est un footballeur international polonais. Il occupe actuellement le poste d'attaquant au Stomil Olsztyn.

## Biographie

### Ses débuts en Pologne
Tomasz Zahorski commence sa carrière au Pisa Barczewo, petite équipe polonaise, puis rejoint ensuite plusieurs clubs dont l'OKS 1945 Olsztyn en 2004. Après une seule saison passée en troisième division, il signe au Dyskobolia et découvre donc l'élite du football polonais. Le 4 mars 2006, il fait ses débuts en Ekstraklasa face au Wisła Cracovie et inscrit le seul but de son équipe à la 85e minute de jeu (match perdu par le Dyskobolia deux à un). Après six mois de plus à Grodzisk Wielkopolski, il est prêté au Górnik Łęczna, club qui lutte pour ne pas descendre, lors du mercato d'hiver de 2007.
Malgré l'apport du joueur, qui inscrit sept buts en seize rencontres, Łęczna est relégué en troisième division, conséquence de son implication dans une affaire de corruption, et le prêt de Zahorski n'est donc pas transformé en transfert définitif.

### Réussite au Górnik Zabrze et statut d'international
Le 14 juin 2007, Zahorski signe un contrat avec le Górnik Zabrze, qui dépense 800 000 złotys (soit un peu moins de 200 000 euros) pour s'attacher ses services. Appelé par Leo Beenhakker, Zahorski dispute son premier match avec la sélection le 17 octobre 2007 contre la Hongrie. En match amical, la Pologne s'incline un à zéro. En confiance avec son club, il marque régulièrement en championnat et compte à son compteur dix buts au terme de la saison. À l'été, le sélectionneur Leo Beenhakker le retient parmi l'effectif de vingt-trois joueurs appelé à participer au Championnat d'Europe 2008. Lors du dernier match de poules, Zahorski participe à son unique match dans le tournoi, le dernier de son équipe.
De retour à Zabrze, Zahorski passe une saison blanche, ne marquant que par deux fois. Défaillant, il ne peut empêcher la descente de son club en deuxième division. Alors qu'il se prépare dans l'objectif de remonter directement, le joueur se blesse lourdement et reste six mois à l'infirmerie. De retour sur le terrain, il retrouve la forme et marque huit fois en quatorze matches. Promu en première division, Zahorski joue toujours autant mais marque moins.

### Parcours en Allemagne
Le 31 janvier 2012, à quelques heures de la fin du mercato d'hiver, Tomasz Zahorski s’engage avec le MSV Duisbourg, club de deuxième division allemande.

## Palmarès
- Dyskobolia Grodzisk Wielkopolski:
  - Coupe de Pologne (1): 2007